# Zsór
Zsór (szlovákul: Žiar) község Szlovákiában, a Besztercebányai kerületben, a Nagyrőcei járásban.

## Fekvése
Tornaljától 4 km-re északnyugatra, a Turóc-patak jobb partján fekszik.

## Története
1324-ben „Sowr” alakban említik először, nemesi község volt. 1427-ben „Sowor”, 1726-ban „Zschör” néven szerepel a korabeli forrásokban. A török teljesen elpusztította és csak a 18. század elején telepítették be újra. 1715-ban 11 adózója volt. 1784-ben 101 lakos élt itt.
A 18. század végén Vályi András így ír róla: „ZSÖR. Magyar falu Gömör Várm. földes Urai több Urak, lakosai katolikusok, ’s másfélék, fekszik Sankfalvához közel, és annak filiája; legelője, fája, szőleje van, földgye jó gabonát terem.”
1828-ban 13 házát 95-en lakták. Lakói mezőgazdasággal, szőlőtermesztéssel foglalkoztak.
A 19. század közepén Fényes Elek eképpen írja le: „Zsoor, magyar falu, Gömör vgyében, Beje és Otrokocs helységekhez közel nyugotfelé egy domb alatt, közel a Thurócz vizéhez fekszik. Lakosok száma 111, mindnyájan reformatusok, ezek közül férfi 50, nő pedig 61, magyarok. A közbirtok áll 7 4/8 urbéri és 5 6/8 majorsági telekből és 650 hold erdőből. Szántófölde tisztabuzát, gabonát s egyebet bő mértékben terem, rétje jó és sok takarmányt ad, – a lakosok a szarvasmarha tenyésztést kedvelik, nyáron és télen által hizott marhákkal kereskednek. Birják a helységet Beje földesurai. Ut. p. Tornalja.”
Gömör-Kishont vármegye monográfiájában pedig ezt olvashatjuk róla: „Zsór, a Túrócz-völgyben fekvő magyar kisközség, 21 házzal és 110 ev. ref. vallású lakossal. A vármegye legkisebb községe. 1427-ben Sowor néven említik. Földesurai a bejei urak voltak, újabban a Szentmiklóssy és a Dapsy családok osztoztak birtokán. Református temploma 1872-ben épült. A község postája, távírója és vasúti állomása Tornallya.”
A trianoni diktátumig Gömör–Kishont vármegye Tornaljai járásához tartozott. 1938 és 1944 között újra Magyarország része.

## Népessége
| Év:            | 1994. | 2004.    | 2014.   | 2024.    |
| -------------- | ----- | -------- | ------- | -------- |
| Emberek száma: | 179   | 150      | 148     | 110      |
| Eltérés:       |       | -16,20 % | -1,33 % | -25,67 % |

| Év:            | 2023. | 2024.   |
| -------------- | ----- | ------- |
| Emberek száma: | 101   | 110     |
| Eltérés:       |       | +8,91 % |

- 1880-ban 114 lakosából 102 magyar és 1 szlovák anyanyelvű volt.
- 1890-ben 110 lakosa mind magyar anyanyelvű volt.
- 1900-ban 110 lakosa mind magyar anyanyelvű volt.
- 1910-ben 115 lakosa mind magyar anyanyelvű volt.
- 1921-ben 111 lakosa mind magyar volt.
- 1930-ban 132 lakosa mind magyar volt.
- 1941-ben 143 lakosából 126 magyar és 13 szlovák volt.
- 1991-ben 184 lakosából 120 magyar és 61 szlovák volt.
- 2001-ben 185 lakosából 137 magyar és 44 szlovák.
- 2011-ben 164 lakosából 112 magyar és 45 szlovák.

## Nevezetességei
Református temploma 1872-ben épült neoklasszicista stílusban.

## Külső hivatkozások
- Hivatalos oldal Archiválva 2009. április 17-i dátummal a Wayback Machine-ben
- E-obce.sk Archiválva 2010. június 8-i dátummal a Wayback Machine-ben
- Községinfó
- Zsór Szlovákia térképén